# Joel Fry
Joel Fry (Londen, 20 mei 1985) is een Brits acteur.

## Carrière
Fry studeerde af aan het Royal Academy of Dramatic Art en speelde lange tijd voornamelijk series in zijn thuisland. Later speelde hij nog hitserie Game of Thrones maar kende zijn langste rollen in White Van Man, Trollied en Plebs. Zijn grootste rol kreeg hij in 2021 in de Amerikaanse Disney-remake Cruella waar hij Jasper speelde.
Hij speelde gedurende een korte tijd in de band Animal Circus waarmee hij in 2012 een ep uitbracht.

## Filmografie

### Films
| Jaar | Film                        | Rol             |
| ---- | --------------------------- | --------------- |
| 2007 | Sound                       | Swing           |
| 2008 | 10,000 BC                   | Lu'kibu         |
| 2008 | A Distant Mirage            | Andy            |
| 2009 | Octavia                     | Charlie Mancini |
| 2010 | Tamara Drewe                | Steve Culley    |
| 2013 | Rock and Roll Fuck'n'Lovely | Christmas       |
| 2013 | Svengali                    | Macca           |
| 2017 | Paddington 2                | Postbode        |
| 2018 | Benjamin                    | Stephen         |
| 2019 | Yesterday                   | Rocky           |
| 2019 | Cordelia                    | Matt            |
| 2019 | Denmark                     | Kapitein        |
| 2020 | Love Wedding Repeat         | Bryan           |
| 2020 | Silent Night                | Seamus          |
| 2021 | In the Earth                | Martin Lowery   |
| 2021 | Cruella                     | Jasper          |
| 2024 | Paddington in Peru          | Joe de Postbode |

### Series
| Jaar      | Serie                         | Rol                             | Extra   |
| --------- | ----------------------------- | ------------------------------- | ------- |
| 2006-2009 | The Bill                      | Baxter Ryan / Darrel Cunningham | 5 afl.  |
| 2007      | Casualty                      | Sexton Arnold                   | 1 afl.  |
| 2008      | The Wrong Door                | Verschillende rollen            | 2 afl.  |
| 2008      | Massive                       | Swing                           | 6 afl.  |
| 2009      | No Signal                     | Verschillende rollen            | 5 afl.  |
| 2009      | The Impressions Show          | Verschillende rollen            | 5 afl.  |
| 2011-2012 | White Van Man                 | Darren                          | 13 afl. |
| 2011-2013 | Trollied                      | Leighton                        | 35 afl. |
| 2012      | Public Enemies                | Darren Nunn                     | 3 afl.  |
| 2012      | Bedlam                        | Liam                            | 1 afl.  |
| 2012      | Twenty Twelve                 | Karl Marx                       | 4 afl.  |
| 2013-2016 | Plebs                         | Stylax                          | 22 afl. |
| 2014-2015 | Game of Thrones               | Hizdahr zo Loraq                | 8 afl.  |
| 2014-2017 | W1A                           | Karl Marx                       | 5 afl.  |
| 2015      | Death in Paradise             | Steve Taylor                    | 1 afl.  |
| 2015      | You, Me and the Apocalypse    | Dave                            | 10 afl. |
| 2015-2017 | Drunk History: UK             | Gilbert Gifford / Prince Albert | 3 afl.  |
| 2016      | Ordinary Lies                 | Toke                            | 6 afl.  |
| 2018      | Requiem                       | Hal Fine                        | 6 afl.  |
| 2019      | This Time with Alan Partridge | Phone in Caller                 | 1 afl.  |
| 2022      | Our Flag Means Death          | Frenchie                        | 10 afl. |

### Videospellen
| Jaar | Videospel       | Rol           |
| ---- | --------------- | ------------- |
| 2014 | LEGO The Hobbit | extra stemmen |

### Prijzen en nominaties
| Jaar | Prijs                     | Categorie                                                | Film/Serie      | Resultaat   |
| ---- | ------------------------- | -------------------------------------------------------- | --------------- | ----------- |
| 2016 | Screen Actors Guild Award | Outstanding Performance by an Ensemble in a Drama Series | Game of Thrones | Genomineerd |
| 2020 | CinEuphoria Awards        | Merit - Honorary Award                                   | Game of Thrones | Gewonnen    |